# Liste der Biografien/Yao
Liste der Biografien |
Portal Biografien |
Personensuche
# |
A |
B |
C |
D |
E |
F |
G |
H |
I |
J |
K |
L |
M |
N |
O |
P |
Q |
R |
S |
T |
U |
V |
W |
X |
Y |
Z |
?
 
Ya |
Yb |
Yc |
Yd |
Ye |
Yf |
Yg |
Yh |
Yi |
Yk |
Yl |
Ym |
Yn |
Yo |
Yp |
Yr |
Ys |
Yt |
Yu |
Yv |
Yw |
Yx |
Yz
 
Yaa |
Yab |
Yac |
Yad |
Yae |
Yaf |
Yag |
Yah |
Yai |
Yaj |
Yak |
Yal |
Yam |
Yan |
Yao |
Yap |
Yaq |
Yar |
Yas |
Yat |
Yau |
Yav |
Yaw |
Yax |
Yay |
Yaz
Die Liste der Biografien führt alle Personen auf, die in der deutschsprachigen Wikipedia einen Artikel haben. Dieses ist eine Teilliste mit 35 Einträgen von Personen, deren Namen mit den Buchstaben „Yao“ beginnt.

## Yao
- Yao Dingchen (1905–1965), chinesischer Diplomat
- Yao Hermann, Kouassi (* 1990), ivorischer Fußballspieler
- Yao Jingyuan (* 1958), chinesischer Gewichtheber und Olympiasieger
- Yao Kouadio, Marcellin (* 1960), ivorischer Geistlicher, römisch-katholischer Bischof von Daloa
- Yao Liang, Leon (1923–2009), chinesischer Geistlicher, Weihbischof in Xiwanzi, Hebei
- Yao Wenyuan (1931–2005), chinesischer Politiker
- Yao Yan (* 1988), chinesische Tischtennisspielerin
- Yao Yilin (1917–1994), chinesischer Politiker (Volksrepublik China)
- Yao, Amani (* 1963), ivorischer Fußballspieler und -trainer
- Yao, Andrew (* 1946), chinesischer Informatiker an der Tsinghua-Universität, China
- Yao, Chen (* 1979), chinesische Schauspielerin
- Yao, Chia-wen (* 1938), taiwanischer Politiker
- Yao, Defen (1972–2012), chinesische Größenrekordhalterin
- Yao, Devann (* 1990), US-amerikanisch-französischer Fußballspieler
- Yao, Eloge (* 1996), ivorischer Fußballspieler
- Yao, Fen (* 1967), chinesische Badmintonspielerin
- Yao, Jie (* 1977), chinesisch-niederländische Badmintonspielerin
- Yao, Jie (* 1990), chinesischer Leichtathlet
- Yao, Kazuki (* 1959), japanischer Synchronsprecher (Seiyū)
- Yao, Lei (* 1990), singapurische Badmintonspielerin
- Yao, Lingwei (* 1995), chinesische Fußballspielerin
- Yao, Ming (* 1980), chinesischer BasketballspielerYao Ming (* 1980)

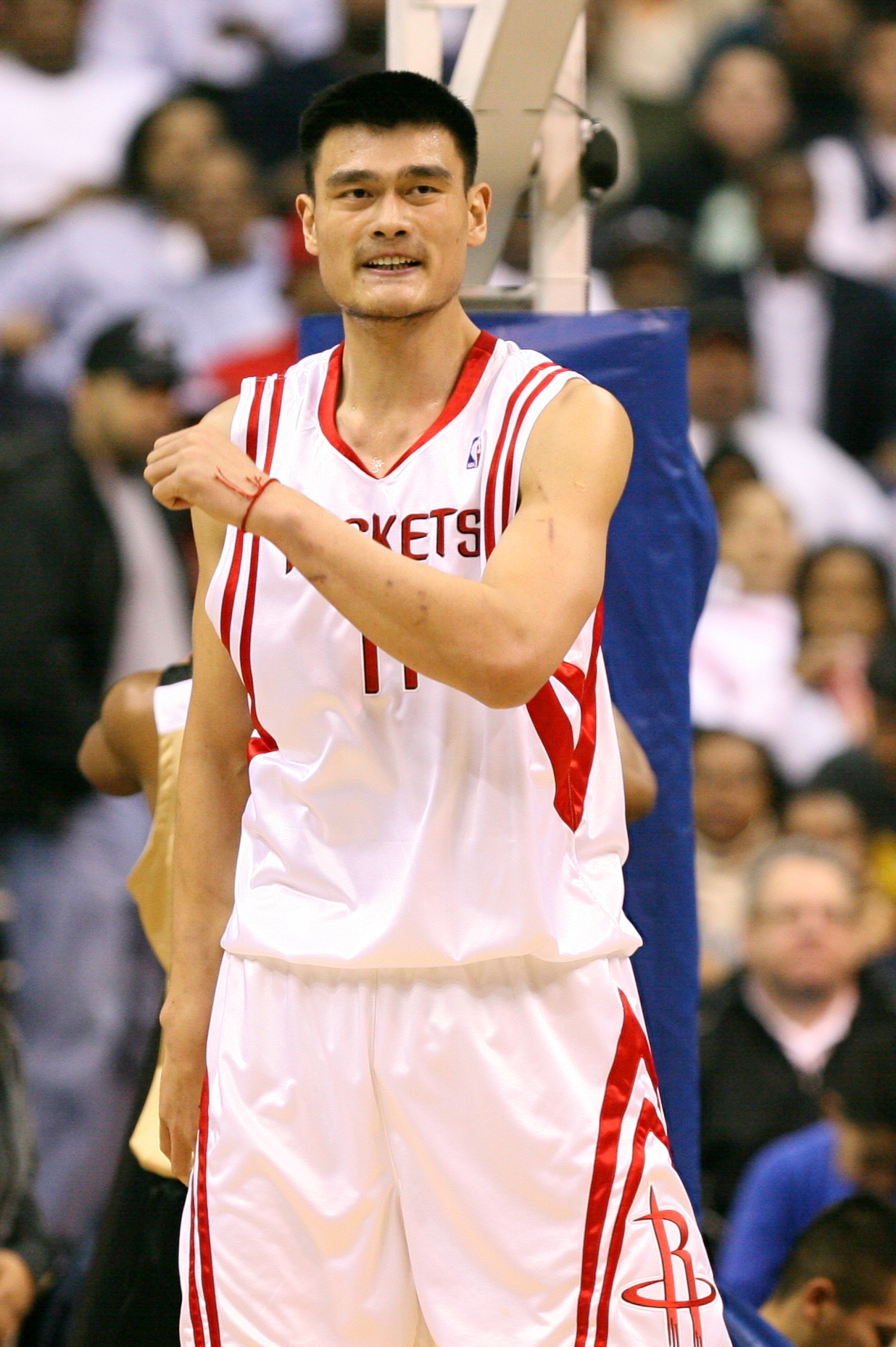
Yao Ming (* 1980)

- Yao, Nai (1731–1815), chinesischer Gelehrter
- Yao, Pengcheng (* 1997), chinesischer Snookerspieler
- Yao, Tongbin (1922–1968), chinesischer Werkstoffwissenschaftler
- Yao, Vital Komenan (1938–2006), ivorischer Geistlicher, Erzbischof von Bouaké
- Yao, Wei (* 1997), chinesische Fußballspielerin
- Yao, Ximing (* 1956), chinesischer Badmintonspieler, später für die USA startend
- Yao, Xinxin (* 2003), chinesische Tennisspielerin
- Yao, Xue (* 1991), chinesische Badmintonspielerin
- Yao, Yan (* 1974), chinesische Badmintonspielerin
- Yao, Yann Michael (* 1997), ivorischer Fußballspieler
- Yao-Ndré, Paul (* 1956), ivorischer Politiker
- Yao-Weyrauch, Wan-Hsuan (* 1956), deutsche Germanistin, Sprachpädagogin und Publizistin chinesischer Herkunft

### Yaou
- Yaouda Hourgo, Barthélemy (* 1964), kamerunischer Geistlicher, römisch-katholischer Bischof von Yagoua